# Val Lemme
La val Lemme è la valle formata dal torrente Lemme in Piemonte in provincia di Alessandria.
A sud è delimitata dalla val Polcevera (GE) e a est dalla valle Scrivia (GE e AL), a nord dalla pianura alessandrina, a ovest dalla valle dell'Orba (AL), a ovest dalla val Gorzente (AL).
La valle è collegata con la Riviera Ligure tramite il passo della Bocchetta (772 m).

## Cultura
Questa valle delimita il confine occidentale del territorio culturalmente omogeneo delle Quattro Province, caratterizzato da usi e costumi comuni e da un repertorio di musiche e balli molto antichi. Strumento principe di questa zona è il piffero (oboe popolare ad ancia doppia) che viene accompagnato dalla fisarmonica. Il duo pifferaio-fisarmonicista è parte integrante delle numerose feste che animano i paesi soprattutto nei mesi estivi. La difficile accessibilità di alcune frazioni ha fatto sì che venissero conservati schemi peculiari di alcune delle antiche danze delle Quattro Province; in paesini come Connio o Carrega Ligure si continuano a ballare versioni di giga o piana (come si ballava nei tempi andati) che possiamo vedere solo lì. 
La val Lemme è quasi interamente di lingua ligure.

## Monti
- Monte Zuccaro (767 m)
- Alpe di Porale (839 m)
- Monte Porale (835 m)
- Monte Leco (1.072 m)
- Monte delle Figne (1.172 m)
- Bric Tavolin (972 m)
- Monte Tobbio (1.092 m)
- Monte Lanzone (804 m)
- Monte Bruzeta (626 m)